# Савинка (Павлодарская область)
Савинка (каз. Савинка) — упразднённое село в Успенском районе Павлодарской области Казахстана. Исчезло в ? г.

## Географическое положение
Располагалось в 9,5 км к северо-западу от села Козыкеткен (Ильичёвка).

## История
Село Савинка основано в 1915 г. украинскими крестьянами в урочище Кунундар Белоцерковской волости.